# Varga Bálint (gépészmérnök)
Varga Bálint (Budapest, 1891. augusztus 2. – Budapest, 1948. június 16.) Kossuth-díjas (1948) gépészmérnök.

## Életpályája
A budapesti Műegyetemen tanult, ahol 1913-ban szerzett diplomát, majd ugyanitt a mechanikai technológiai tanszékén működött mint tanársegéd. 1914-től a MÁV mérnöke volt, 1914–1915 között műegyetemi adjunktusként dolgozott. 1915-ben orosz fogságba került, ahonnan 1920-ban tért haza. 1925-ben a MÁV Igazgatóságánál lett járműszerkesztő, később beszerző, majd a kísérleti osztályon volt csoportvezető. 1943-tól osztályvezetői rangban, később pedig üzletigazgatóként dolgozott egészen haláláig. 1944-től Szombathelyen dolgozott, 1945 április-májusában ugyanitt látott hozzá a dunántúli MÁV-vonalak üzemének újjászervezéséhez, mely feladatához a szovjet Hadiforgalmi Igazgatóság is támogatásában részesítette.

### Munkássága
Több újfajta kocsiszerkezet, többek között új kerék-, tengely-, csapágy- és ütközőtípusok, valamint kocsik tervezésének volt a vezetője, elsősorban a hűtő- és gyümölcsszállító és további különleges kocsitípusok tervezésében jeleskedett. Szintén részt vett az Árpád-típusú sínautóbuszok, valamint a forgó alvázas, nagy sebességű személykocsik kialakításában. Állandó képviselője volt a MÁV-nak a különböző nemzetközi vasúti szervezetekben. 

## Fontosabb művei
- A vasúti hűtőkocsi-szállítás újabbkori fejlődése és feladata (Hűtőipar, 1934 – 9. sz.)
- Güterwagen der Kgl. Ungarischen Staatseisenbahnen zur Beförderung von Personenkraftwagen (Organ, 1939. 4. sz.)